# Пекоты
Пекоты, Pequot (в источниках на русском языке принято написание пекот и пэко) — индейское племя, которое в XVII веке населяло большую часть территории штата Коннектикут.

## Язык
Пекоты относились к носителям алгонкинских языков. Язык перестал существовать в начале XX века. Это был диалект «й» (это означает, что протоалгонкинская фонема «л» превратилась в нём в звук «й»). Ныне члены племени предпринимают меры по возрождению языка.

## История
Согласно одной из гипотез, некогда могикане, мохеганы и пекоты являлись близкородственными народами. Ещё во второй половине XVI века мохеганы и собственно пекоты, в процессе их совместного переселения из района западного побережья озера Шамплейн на юг современного штата Коннектикут, образовывали племенной союз. К началу XVII века этот союз, включавший пекотов, мохеган и группы автохтонного населения атлантического побережья, известных как ниантики, насчитывал около 8 тысяч человек, населявших 21 деревню на площади около 650 кв. км. В результате Пекотской войны и Бойни у реки Мистик (Мистикская резня) пекоты были почти истреблены и перестали играть важную роль в местной жизни. Накануне войны численность собственно пекотов составляла примерно 3-4 тысячи человек, населявших 8-10 деревень, а после войны в живых осталось меньше половины. Первая в истории резервация была создана для этого племени (1650). К 1762 году их численность сократилась до 140 человек, а к 1910 году она упала до 66 человек. Перепись 1990 года зарегистрировала в США 679 пекотов, а перепись 2000 года — 1283 человека (из 2797 человек, сообщивших о принадлежности к племени пекот, а также другим племенам и расам).
В настоящее время на территории штата Коннектикут обитает несколько общин пекотов, главным образом, в двух резервациях: машантакетские пекоты (796 зарегистрированных членов общины в 2005 году) живут в резервации Машантакет площадью свыше 6 км², более половины из них смешанного пекот-негритянского происхождения, остальные пекот-белого происхождения, у ныне живущих чистокровными пекотами были лишь предки третьего и более отдалённых поколений, членом общины может стать любой потомок жителя резервации, зарегистрированного переписями 1900 или 1910 года; в резервации Покатак площадью около 91,5 га живут представители общины Paucatuck Eastern Pequot Tribe, которая с 1989 года добивается официального признания на федеральном уровне и которая насчитывала в 1998 году около 150 членов, в значительной мере смешавшихся с белыми; в этой же резервации живёт группа, добивающаяся официального признания на федеральном уровне с 1978 года под названием Eastern Pequot Nation, насчитывавшая в 1998 году 647 членов с большой долей негритянской и португальской крови; 123 человека (1998) на юге Коннектикута добиваются официального признания на федеральном уровне под названием Southern Pequot. Значительную часть дохода пекотам приносит игорный бизнес: машантакетские пекоты, единственная община пекотов, которой удалось добиться официального признания (18 октября 1983 года), с 1992 года управляет казино Фоксвудс в городе Ледьярде, являющимся ныне крупнейшим в США, чья годовая выручка в 1997 году только от 5544 игровых автоматов составляла 603 миллиона долларов; 11 сентября 1998 года эта община открыла самый крупный и дорогой (193 миллиона долларов) музей, посвящённый одному племени (Mashantucket Pequot Museum and Research Center); предпринимательская деятельность приносит общине валовой доход от 1 до 1,5 миллиарда долларов в год.